# Canal Ortuzano
El canal Ortuzano es una vía artificial de agua ubicada en Santiago de Chile, específicamente en las comunas de Pudahuel, Maipú, Cerrillos y Estación Central. Este data desde 1896, y actualmente se extiende de forma abierta por 5 kilómetros. Actualmente está en consulta ciudadana el plan de entubamiento y construcción de un parque sobre este.

## Historia

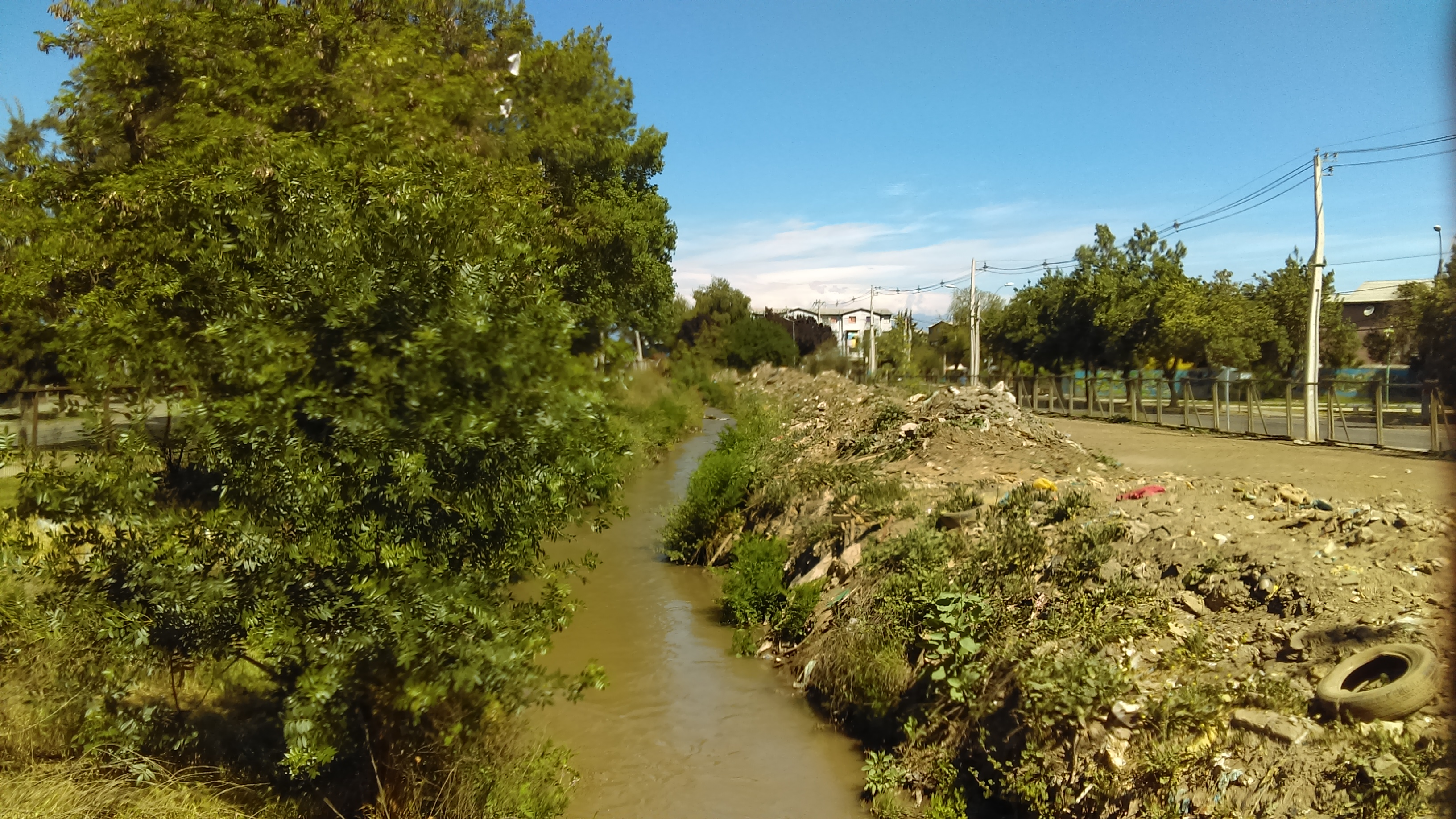
Canal Ortuzano, altura Villa los metales, 2018.

Construido en el año 1896, este canal artificial tiene su inicio en una bocatoma del Zanjón de la Aguada en el sector de Las Rejas. En sus orígenes el canal poseía cinco brazos que alimentaban los predios ubicados en lo que ahora es Pudahuel sur y Maipú norte. Sin embargo, con el paso del tiempo, el crecimiento urbano de Santiago, estos cinco brazos han sido entubados bajo tierra.
Desde finales de 2014, debido a la solicitud de algunos vecinos ubicados en la zona de calle Santa Corina próximo a Avenida Pajaritos, sumado a los potenciales riesgos de seguridad por caída de material, se procedió a talar completamente una doble corrida de 150 m de "álamos chilenos" (Populus nigra) en la rivera del canal entre las avenidas Las Torres y Pajaritos, sumado a una tala y poda parcial entre Pajaritos y Américo Vespucio.

### Entubamiento y «Parque intercomunal Ortuzano»
Ya en 2015 existieron trabajos académicos y sociales estimando un proyecto entubando el canal y por sobre este se construyera un parque. El 21 de septiembre de 2018 es anunciada la aprobación del proyecto de entubamiento y construcción de un parque sobre el canal. Se proyectó la construcción en dos etapas, una entre Cerrillos, Maipú y Estación Central; mientras que una segunda etapa correspondería a los trabajos entre Pudahuel y parte de Maipú. Los primeros estudios de ingeniería terminaron con el diseño de entubamiento de 2,5 km. El proyecto fue estimado en 2 mil millones de pesos chilenos.
El 14 de septiembre de 2019 se inició un proceso de consulta ciudadana con el fin de dar espacio de participación de los habitantes aledaños al lugar de trabajo, además de dar ideas para la forma y estructura del parque. El proyecto fue revaluado en 5.5 mil millones de pesos.
Desde 2020 el proyecto se halla en proceso de planificación.

## Administración
El canal se encuentra bajo la administración de la Asociación canal Ortuzano, quienes están a cargo de su mantención, en función al Código de Aguas de Chile.

## Forma y función

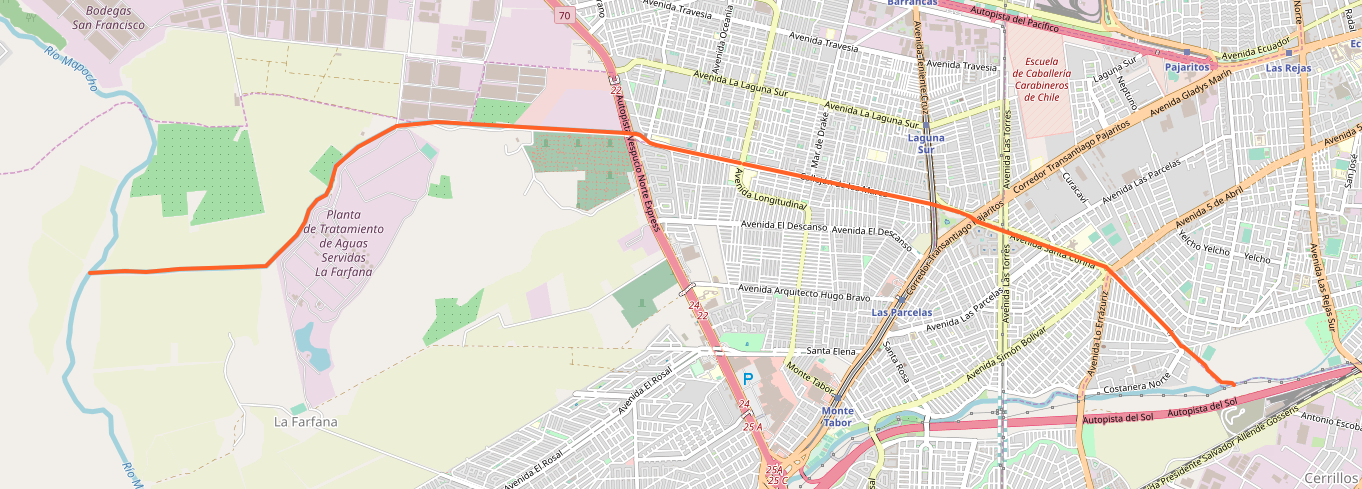
El canal Ortuzano —en línea roja en la imagen— deriva del Zanjón de la Aguada hacia el noroeste, bordea La Farfana y desemboca en el río Mapocho.

Su tramo abierto se extiende por 5 km; su trayecto total desde el Zanjón de la Aguada hasta el Río Mapocho es de 10,6 km. El ancho del canal varía entre los 10 a 50 m de ancho. Es sobrepasado por siete puentes vehiculares y peatonales.
Hace años este canal fue construido por opciones de regadío de parcelas o sitios eriazos cercanos, pero dejó de funcionar, ya que era muy hondo.[cita requerida] Mucho más tarde empezaron a llegar perros a vivir ahí y eso se volvió tradición; de ahí viene el nombre de su calle paralela Callejón de Los Perros.

### Nivel de contaminación
El canal Ortuzano arrastra basuras domiciliarias que los vecinos de su trayecto urbano botan en él. Por otro lado, esto también se debe a que los terrenos circundantes a este canal son basureros clandestinos, donde se arrojan generalmente desechos domiciliarios.

## Hitos urbanos

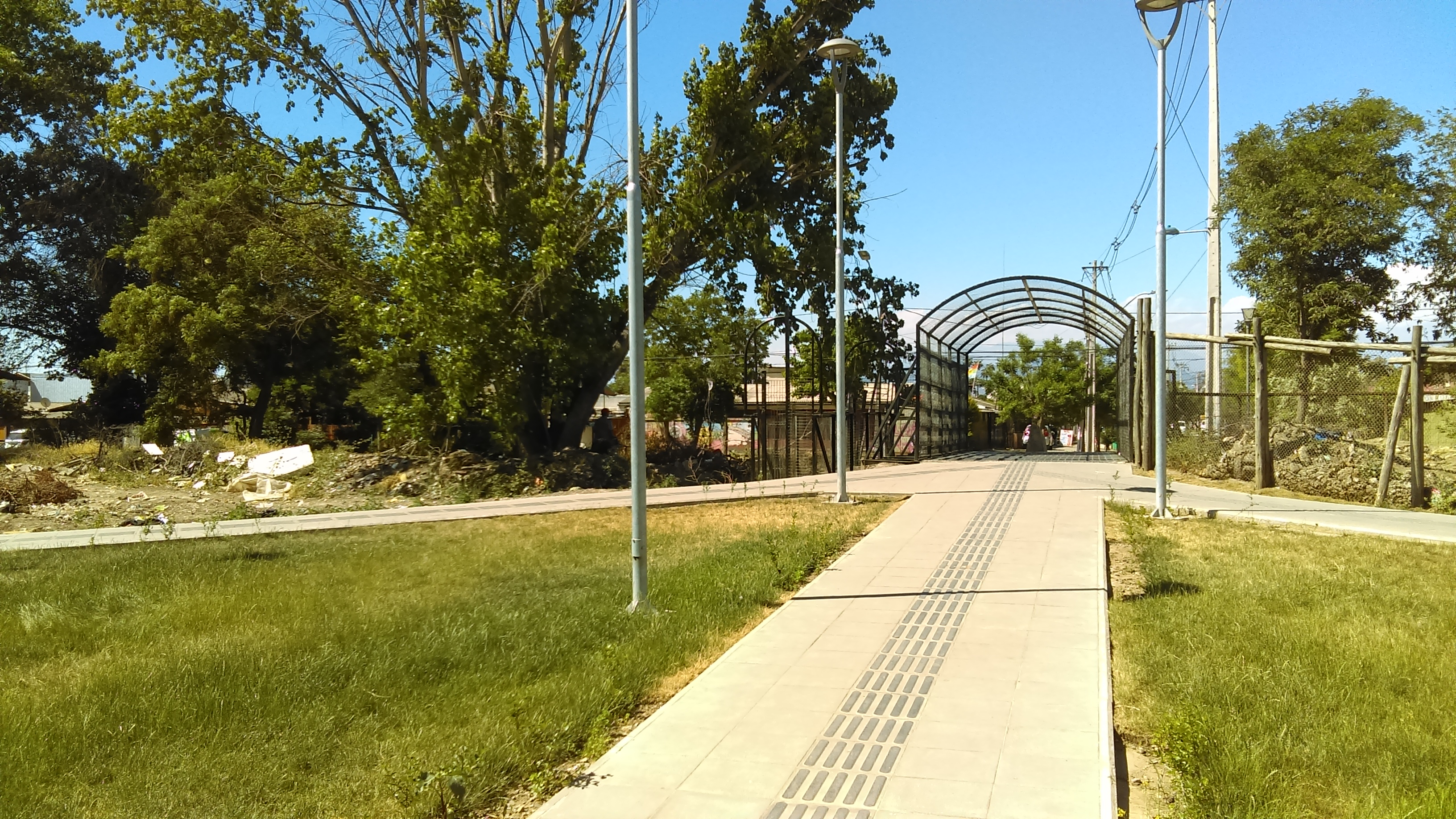
Puente peatonal altura villa Francia, 2018.

El canal se encuentra en el paso de cuatro centros educativos y dos ferias ambulantes.
Posee un puente peatonal que conecta Villa Francia de Estación Central con Villa Los Metales en Cerrillos, la Avenida 5 de Abril, un segundo puente peatonal a la altura de calle Voltaire en frente del colegio Piamarta; la avenida Las Parcelas posee doble puente de dos pistas cada uno, al igual que la Avenida Las Torres al pasar sobre el canal. Entre Avenida Pajaritos y calle teniente Cruz, existen 300 m de avenida que cubren el canal. Otro puente es el de Avenida Longitudinal en Maipú. Luego de esto el canal llega hasta Avenida Americo Vespucio donde es completamente soterrado y entubado.